# Organización biológica
La organización biológica o jerarquía de la vida, es la jerarquía de estructuras y sistemas biológicos complejos que definen la vida mediante una aproximación reduccionista. La jerarquía tradicional, como se detalla más abajo, va desde el átomo (como nivel inferior) a la biosfera. Los niveles superiores de este esquema se les da frecuentemente el nombre de organización ecológica.
Cada nivel en la jerarquía representa un incremento en la complejidad de organización, estando cada «objeto» compuesto por unidades básicas del nivel anterior. El principio básico subyacente en la organización es el concepto de emergencia: las propiedades y funciones encontradas en un determinado nivel jerárquico no se presentan en los niveles inferiores.
Además, la organización hace referencia al elevado orden de un organismo en comparación con los objetos generales. Idealmente, los organismos individuales de una misma especie tienen la misma disposición. Por ejemplo, el humano típico tiene un torso con dos piernas en la parte inferior, dos brazos uno a cada lado y una cabeza en la parte superior. Es extremadamente raro (incluso imposible, debido a factores fisiológicos y biomecánicos) encontrar un humano con una disposición estructural diferente a esta.
La organización biológica de la vida es una premisa fundamental en numerosas áreas de la investigación científica, particularmente en la medicina. Sin este grado de organización, sería mucho más complejo, e incluso imposible, aplicar el estudio de los efectos de varios fenómenos físicos y químicos a las enfermedades y las funciones corporales. Por ejemplo, campos tales como la neurociencia cognitiva y del comportamiento no podrían existir si el cerebro no estuviera compuesto por tipos específicos de células, y los conceptos básicos de la farmacología no podrían existir si no se supiera que un cambio a nivel celular puede afectar a todo el organismo. Estas aplicaciones se extienden también al campo de la ecología. Por ejemplo, los efectos directos del DDT ocurren a nivel subcelular, pero afectan niveles superiores que incluyen múltiples ecosistemas.

## Niveles
El esquema de organización estándar, desde el nivel inferior al superior, es el siguiente:
| Nivel acelular y precelular | * El átomo. |
| Nivel acelular y precelular | * La molécula, una agrupación de átomos.                                                                                       |
| Nivel subcelular            | * Los orgánulos, una agrupación funcional de biomoléculas y reacciones e interacciones bioquímicas.                            |
| Nivel celular               | * La célula, la unidad básica de la vida y una agrupación de orgánulos.                                                        |
| Nivel supracelular          | * El tejido, una agrupación funcional de células.                                                                              |
| Nivel pluricelular          | * El órgano, una agrupación funcional de tejidos vivos.                                                                        |
| Nivel pluricelular          | * El sistema, una agrupación funcional de órganos.                                                                             |
| Nivel pluricelular          | * El organismo, sistema básico de vida, una agrupación funcional de componentes inferiores con al menos una célula.            |
| Nivel pluricelular          | * La población, una agrupación de organismos de la misma especie.                                                              |
| Nivel pluricelular          | * La biocenosis o comunidad, una agrupación de poblaciones.                                                                    |
| Nivel pluricelular          | * El ecosistema, una agrupación de organismos de todos los dominios biológicos en conjunción con el entorno físico (abiótico). |
| Nivel pluricelular          | * La biosfera, el conjunto total de ecosistemas.                                                                               |

Los esquemas más complejos incorporan muchos más niveles. Por ejemplo, una molécula puede ser considerada como una agrupación de elementos y un átomo puede ser subdividido en partículas subatómicas (estos niveles se encuentran fuera del ámbito de la organización biológica). Cada nivel puede también ser subdividido en su jerarquía propia, y tipos específicos de estos objetos biológicos pueden tener su propio esquema jerárquico. Por ejemplo, los genomas pueden ser subdivididos en una jerarquía de genes.
Es posible describir cada nivel en la jerarquía mediante sus niveles inferiores. Por ejemplo, el organismo se puede describir con cualquiera de sus niveles, incluso el atómico, molecular, celular, histológico, orgánico y sistemático. Es más, en cada nivel jerárquico, aparecen nuevas funciones para el control de la vida. Estas nuevas funciones no existen en los niveles inferiores y se definen como propiedades emergentes.
Cada organismo está estructurado, aunque no necesariamente con el mismo grado. Un organismo no puede estructurarse en el nivel histológico si este no está compuesto por tejidos.